# Decoder (Film)
Decoder ist ein Film über Cyberpunk und Gegenkultur aus dem Jahr 1984. Die Dreharbeiten fanden im Dezember 1982 in Hamburg statt. Regie führte Muscha, der auch das Drehbuch zusammen mit Klaus Maeck, Volker Schäfer und Trini Trimpop schrieb. Der Film basiert grob auf dem Buch The Job, geschrieben von William S. Burroughs, der ebenfalls im Film auftritt.
Bill Rice spielt Jäger, einen Agenten der Regierung, der angeheuert wurde, um Dissidenten zu unterdrücken. FM Einheit stellt den Angestellten eines Hamburger-Schnellrestaurants namens H-Burger dar, der entdeckt, dass es durch Änderung von Dudelbeschallung zu Industrial-Geräuschen möglich ist, Unruhen und eine Revolution gegen die drohende Macht der Regierung auszulösen. Diese Utopie basiert auf Burroughs’ Theorien über die Electronic Revolution.
Decoder wurde nur mit kleinem Budget gedreht. Die Produzenten waren jedoch in der Lage, eine Reihe von bekannten Persönlichkeiten der Gegenkultur- und Industrialszene für das Projekt zu gewinnen. Unter anderen wirkten William S. Burroughs, Genesis P-Orridge und Christiane F. mit, ebenso Bands wie Soft Cell, Psychic TV, Einstürzende Neubauten und The The.

## Soundtrack
Der Soundtrack wurde von Klaus Maeck und Muscha produziert und erschien 1984 wahlweise Vinyl- und CD-Fassung auf dem Hamburger Indie-Label What’s So Funny About.
| Interpret                                     | Titel                                |
| --------------------------------------------- | ------------------------------------ |
| Dave Ball, Genesis P-Orridge                  | Muzak For Frogs                      |
| Matt Johnson                                  | Three Orange Kisses From Kazan       |
| Dave Ball, Genesis P-Orridge                  | Dream                                |
| Dave Ball, Genesis P-Orridge                  | Main Theme                           |
| Dave Ball, Genesis P-Orridge                  | Sex & The Married Frog               |
| FM Einheit, Jon Caffery                       | Riots                                |
| Genesis P-Orridge                             | Information                          |
| FM Einheit, Jon Caffery, Alexander von Borsig | Muzak Decoding/Dream Machine/Pirates |
| Einstürzende Neubauten                        | Compressed Metal                     |
| Dave Ball, Genesis P-Orridge                  | Main Theme – Finale                  |

## Fassung auf Video

### VHS
Der Film ist in vier Ländern auf VHS erschienen: Deutschland, Großbritannien, Italien und Japan.

### DVD
Auf DVD wurde der Film jeweils als CD/DVD-Set mit Soundtrack in Großbritannien am 15. Dezember 2009, in Amerika am 16. Februar 2010 und seit dem 29. Juli 2014 in Deutschland veröffentlicht. Für Italien ist seit 2011 eine DVD-Edition angekündigt.

## Kritik
„Es geht um Manipulation des Menschen durch und mit Tönen, kurz, um funktionelle Musik, Muzak, – sagt Muscha. Was ist Muzak? Töne im Fahrstuhl, Crusaders in der Torten-Boutique von Karstadt, Hazy Osterwald bei Edeka …? Hierzu vielleicht einige Reflexionen kompetenter Analytiker zur Wirkung des Tons: Der Münchner Anthroposoph Fritz Büchtger glaubte, daß Musik Spiegelung einer höheren Ordnung ist ‚… einer inneren Welt geistiger Wesenheit, in der jeder Mensch in seinem Unterbewußtsein lebt.‘ Alexander Skrjabin hüllte sein ‚Poeme de l’ecstase‘ in den Themenkreis aktiv und passiv … Der aktive Kreis beinhaltet Willen, Selbstbehauptung und Protest, der passive Sehnsucht, Traum und Schweben. Die Frage, warum Musik überhaupt existiert, scheint den meisten überflüssig, viele antworten, Musik sei zur Entspannung, zum ästhetischen Genuß, zur Überbrückung von Langeweile, zur geistigen Erhebung, zur Erbauung. Trotzdem ist unbestritten, daß darüber hinaus in Werken klassischer Musik, aber auch in den archaischen Musikkulturen Asiens und Afrikas eine geistige Kraft erfahrbar ist, welche die Grenze des Normalbewußtseins sprengen kann. Solche Töne und andere (Muzak) können brachliegende und latente Wünsche des Individuums wecken, wenn die Grundbedingungen, richtige Aufnahmebereitschaft und ein geeignetes Klima, vorhanden sind. F.M., der DECODER, hat diese Zusammenhänge durchschaut, ist gefeit vor einem Rückfall in regressive, manisch-myatische Zustände. Er schneidet Töne der Berieselungsmusik aus Kaufhäusern, Fast-Food-Palästen auf Band. Er zerhackt die Sounds, dechifriert und decodiert sie, er entdeckt die psychologische Strategie dieser Muzak, den Zusammenhang zwischen akustischem Junk und Plastiknahrung.“

„Was Muscha nicht mag, ist Überintellektualisierung im Film. ‚Wichtig war‘, sagt er zu DECODER, ‚die Story so zu zerstören, daß es keine sozialkritische Bilderbuchgeschichte wird.‘ … auf Regisseure des Deutschen Films angesprochen: ‚Ich würde Leuten wie Wenders eher empfehlen, einen Fotoband mit Essays rauszugeben … Schlöndorff … das ist wie die Revolution mit einem trockenen Martini in der Hand vom Balkon aus beobachten und dann sagen: Ich war dabei.‘ Muscha macht nicht nur Film, er lebt Film. ‚Reproduzierte Gefühle haben mich immer schon mehr berührt als Allerweltsgefühle. Die Realität interessiert mich einen Scheißdreck. Es ist so, als stünde ich immer in einer Inszenierung, die ich gerade mache.‘ Das obsessive Verhältnis zur Welt der bewegten Bilder strahlt auch auf die Arbeit aus. DECODER ist sehr konzentriert. Der Film klingt, thrillt, leuchtet. … Ein Leckerbissen für Augenmenschen. Jeder der Hauptpersonen wird eine eigene Lichtfarbe zugewiesen. Andere Lichtideen lassen Räume (etwa bei den Feierlichkeiten der Stadtpiraten) in Architekturen von Feuer und Licht neu erstehen oder spielen mit auf Körper und Gesichter projezierten [sic] Bildern. Lust an schönen, heftigen Bildern, Illumination. ‚Ist mir im Grunde egal, über welches Thema ein Film geht‘, sagt Muscha. Mir fällt ein Satz von Hitchcock ein: ‚Alles, was ich will, ist, die Leute mit technischen Mitteln zum Schreien zu bringen.‘“

„Ein ‚Decoder‘ hier: Tönezersetzer sucht an seinem Mischpult nach neuen Tönen, um gegen die Berieselung der manipulativen funktionellen Musik ‚Muzak‘ eine akustische Waffe zu finden. Er verbündet sich dazu mit einer Stadtguerilla und überwirft sich mit seiner Freundin, die in einer Peep-Show arbeitet. Eine an sich reizvolle Thematik – mögliche Macht und Kontrollfunktion von Tönen in einem Überwachungsstaat – gerät zu einer formal aufdringlichen, unausgegorenen Mischung aus Punk-Anarchie, Krimi und Video- plus Ton-Experimenten, angereichert mit zynischer Tierquälerei.“